# Premierzy Kenii
Stanowisko premiera Kenii istniało w latach 1963–1964 i krótko po uzyskaniu przez kraj niepodległości zostało przemianowane w urząd prezydenta.
Urząd premiera przywrócono na początku 2008, po kryzysie politycznym i zamieszkach spowodowanych wyborami prezydenckimi z grudnia 2007. W wyniku sfałszowanych wyborów prezydenckich, w Kenii doszło do gwałtownych walk na tle etnicznym. Rezultatem międzynarodowej mediacji stał się, wynegocjowany 28 lutego 2008, Akt Zgody Narodowej i Pojednania (National Accord and Reconciliation Act), który m.in. zapowiadał stworzenie stanowiska szefa rządu. Stanowisko to, zgodnie z ustaleniami, miał objąć przegrany w wyborach prezydenckich, Raila Odinga. 17 kwietnia 2008 Odinga został zaprzysieżony szefem rządu..

## Lista premierów Kenii
| Picture        | Name                      | Took office       | Left office             | Political party              |
| -------------- | ------------------------- | ----------------- | ----------------------- | ---------------------------- |
|                | Ronald Gideon Ngala       | 1960              | 1 June 1963             | Kenya African National Union |
|                | Jomo Kenyatta             | 1 June 1963       | 12 December 1964        | Kenya African National Union |
|                | Jomo Kenyatta             | 12 December 1964  | 12 December 1964        | Kenya African National Union |
|                | Jaramogi Oginga Odinga    | 12 December 1964  | 14 April 1966           | KANU                         |
|                | Joseph Murumbi            | 3 May 1966        | 31 August 1966          | KANU                         |
|                | Daniel arap Moi           | 5 January 1967    | 22 August 1978          | KANU                         |
|                | Mwai Kibaki               | 14 October 1978   | 24 March 1988           | KANU                         |
|                | Josephat Karanja          | 24 March 1988     | 1 May 1989              | KANU                         |
|                | George Saitoti            | 1 May 1989        | 8 January 1998          | KANU                         |
| 8 January 1998 | George Saitoti            | 30 August 2002    | KANU                    |                              |
|                | Musalia Mudavadi          | 4 November 2002   | 3 January 2003          | KANU                         |
|                | Michael Kijana Wamalwa    | 3 January 2003    | 23 August 2003          | NRC                          |
|                | Moody Awori               | 25 September 2003 | 9 January 2008          | NRC / PNU                    |
|                | Kalonzo Musyoka           | 9 January 2008    | 9 April 2013            | WDM–K                        |
|                | Raila Odinga              | 17 April 2008     | 9 April 2013            | Orange Democratic Movement   |
|                | William Ruto              | 9 April 2013      | 9 April 2019            | Jubilee                      |
|                | Uhuru Kenyatta            | 9 April 2019      | 13 September 2022       | The National Alliance        |
|                | Uhuru Kenyatta            | 9 April 2019      | 13 September 2022       |                              |
|                | Geoffrey Rigathi Gachagua | 13 September 2022 | 27 October 2022         | United Democratic Alliance   |
|                | Musalia Mudavadi          | 27 October 2022   | 1 June 2024             | Amani National Congress      |
| 1 June 2024    | Musalia Mudavadi          |                   | Amani National Congress |                              |